# Elaeocarpus schmutzii
Elaeocarpus schmutzii är en tvåhjärtbladig växtart som beskrevs av R. Weibel. Elaeocarpus schmutzii ingår i släktet Elaeocarpus och familjen Elaeocarpaceae. Inga underarter finns listade i Catalogue of Life.